# Chondropsis topsenti
Chondropsis topsenti är en svampdjursart som beskrevs av Arthur Dendy 1895. Chondropsis topsenti ingår i släktet Chondropsis och familjen Chondropsidae.
Artens utbredningsområde är havet kring Australien. Inga underarter finns listade i Catalogue of Life.